# 中西利八
中西 利八（なかにし りはち、1893年〈明治26年〉1月 – 没年不明）は、大正から昭和初期にかけての出版業者・編集者。別号は未耕。俳号は翠竹。昭和初期において人名録（紳士録）を刊行した人物として知られる。

## 事績
東京府に生まれる。10代半ばから後半の時期には日本橋区南茅場町の今井株式商店で勤務しており、その傍ら「翠竹」と号する俳人として活動していた。学歴は、「神田実業学校」卒業、中央大学で修学とされている。その後、株式会社角丸商会、日本タイムス社、帝国通信社、（ジャパン）エコノミスト社、ダイヤモンド社と会社を転々とした。
1923年（大正11年）9月の関東大震災直後までには、吉川長之助率いる「貯金一新匿名組合」に中西利八は参加・関与しており、後に同組合の常務となっている。また、1925年（大正14年）8月時点では、同組合の出版部門である通俗経済新聞社で社長となっており、主筆も兼任していたと見られる。更に、同組合のもう1つの出版部門である共楽社も運営していた模様である。なお、同年10月末に吉川と匿名組合は詐欺容疑で摘発されたが、中西に捜査の手が及んだ様子はうかがえず、同年12月には長沢進編『全国株式総覧』を通俗経済新聞社から刊行している。
1926年（大正15年）に独立し、「通俗経済社」という出版社を立ち上げたと見られる。1928年（昭和3年）、同社出版部から『財界フースヒー』という人名録を刊行した。通俗経済社は1931年（昭和6年）にも『最新業界人事盛衰録』を刊行しており、数年は継続していたと見られる。また、この間にも通俗経済社名義以外の複数の人名録を刊行しており、1930年（昭和5年）には東方経済学会を創設、1936年（昭和11年）5月に同会から『新日本人物大系』が刊行されている。ただし、この時期の中西については、中身の使い回しによる書籍販売という、「詐欺に近い商法にも手を染めていたのではないか」という指摘もなされている。
その後、中西利八は「満蒙資料協会」を立ち上げて同協会主幹となり、『満洲紳士録』や『中国紳士録』、『満華職員録』などの人名録を刊行した。なお満蒙資料協会自体は、金丸裕一によれば「個人経営あるいは小経営出版社の域を脱しない会社であったと推測される」としている。1944年（昭和19年）に刊行された『日本紳士録』第47版（交詢社、312頁）に、中西利八が立項されているが、これを最後にその消息は途絶えている。